# Calyptraea centralis
Calyptraea centralis är en snäckart som först beskrevs av Conrad 1841.  Calyptraea centralis ingår i släktet Calyptraea och familjen toffelsnäckor. Inga underarter finns listade i Catalogue of Life.